# 隆尚 (科多尔省)
隆尚（法語：Longchamp，法語發音：[lɔ̃ʃɑ̃] ⓘ）是法国科多尔省的一个市镇，位于该省东部，属于第戎区。

## 地理
隆尚（47°15'38"N, 5°17'14"E）面积16.23 平方千米，位于法国勃艮第-弗朗什-孔泰大區科多尔省，该省份为法国中东部省份，北起奥布省，西接涅夫勒省和约讷省，南至索恩-卢瓦尔省，东南接汝拉省，东临上索恩省，东北部与上马恩省接壤。
与隆尚接壤的市镇（或旧市镇、城区）包括：泰勒塞、阿泰、贝尔堡、拉贝热芒富瓦涅、尚贝尔、索恩河畔拉马什、科隆日和普勒米耶尔。

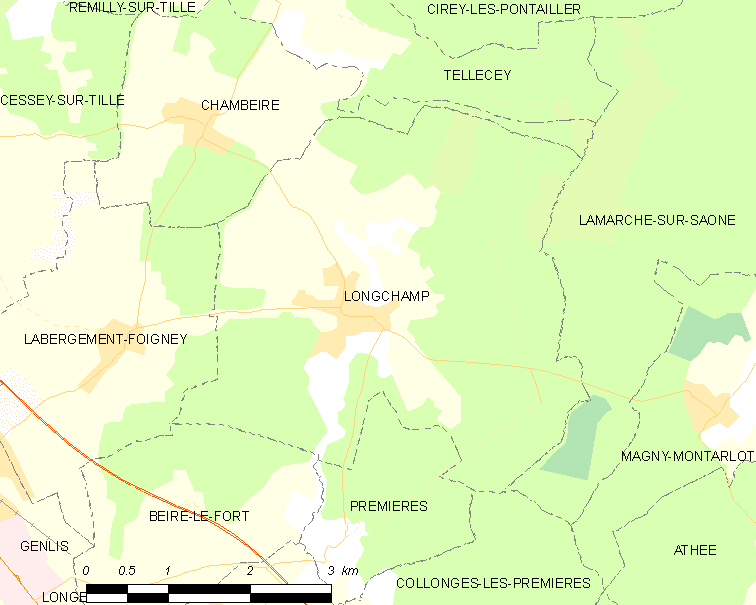
的OSM定位图

隆尚的时区为UTC+01:00、UTC+02:00（夏令时）。

## 行政
隆尚的邮政编码为21110，INSEE市镇编码为21351。

## 政治
隆尚所属的省级选区为让利斯县。

## 人口

1962-2008年间人口变化图示

隆尚于2022年1月1日时的人口数量为1168人。